# فيض الله قيقلك
فيضُ الله قيِّقْلِك (بالتركية: Feyzullah Kıyıklık)‏, (ولد: 15 مارس 1949, في تشُرُم, تركيا) سياسي تركي. ونائب حالي وسابق في البرلمان التركي لأكثر من دورة ممثلا عن حزب العدالة والتنمية.